# Fémrács
A fémrács a fémekre jellemző rácstípus, amelyben a rögzített, pozitív töltésű atomtörzseket viszonylag szabadon mozgó vegyértékelektronok sokasága veszi körül. A fémrácsban a fématomokat fémes kötés tartja össze. A fématomokat a kis ionizációs energia, a kis elektronegativitás jellemzi, emiatt vegyértékelektronjaik könnyen delokalizálódhatnak. A fémek kristályos szerkezetűek, a bennük lévő fématomok leggyakrabban háromféle rácsszerkezetbe rendeződnek: lapközepes vagy laponcentrált kockarács, térközepes vagy térbencentrált és hatszöges kristályrácsban.

## Tulajdonságai
A fémes kötés elsőrendű kémiai kötés, tehát a fémrácsban elég nagy a rácsenergia, hogy standardállapotban szilárd halmazállapot jöjjön létre (kivéve a higanyt). A rácsenergia az atomméret és a fématom „kompakt” voltának a függvénye. („Kompakt” az atom, ha viszonylag kis térfogatban sok elektron zsúfolódik össze. Főleg a d-mező fémei között találunk ilyen atomokat.) Ezért a nagyméretű atomokból felépülő alkálifémek olvadáspontja alacsony, ugyanakkor a d-mező egyes fémeié nagyon magas.
A fémekben az elektronok bármely hullámhosszúságú fényt képesek elnyelni, ezért a fémek átlátszatlanok és szürkék. A jellegzetes fémes fény onnan származik, hogy a kristály felületéről a fény egy része visszaverődik. Megmunkálhatóságuk a rácsszerkezettől függ. Jól vezetik a hőt és az elektromosságot. A delokalizált elektronok mozgékonyak, elektromos potenciálkülönbség hatására könnyen elmozdulnak. A fémek a legjobb elektromos vezetők (közülük is leginkább az ezüst). Vezetőképességük a hőmérséklet növekedésével csökken. Ennek a magyarázata, hogy a hőmérséklet emelkedésével a rácspontokon lévő atomok erőteljesebben rezegnek a rácspontokban elfoglalt helyük körül, és így az elektronok áramlását jobban akadályozzák.

## Típusai

### Lapon középpontos rács (lapcentrált)
Az atomok a csúcsokban, valamint a lapok középpontjain helyezkednek el. Minden atomot 12 másik atom vesz körül, egymástól egyenlő távolságra elhelyezkedve. Az atomok szorosan illeszkednek egymáshoz. Jól megmunkálhatóak, kovácsolhatóak, nyújthatóak. Ilyen például a nemesfémek vagy az ólom. Koordinációs száma 12.

### Hatszöges rács (hexagonális)
Az atomok egy hatszöges hasábba rendeződnek, a két lapján 7-7 atom van, középen pedig 3 atom. A fématomok itt is szorosan illeszkednek. Ridegebbek, keményebbek, nehezebben megmunkálhatók. Ilyen például a cink, kobalt, magnézium. Koordinációs száma 12.

### Térben középpontos rács (tércentrált)
Az atomok a kocka csúcsaiban, valamint a középpontjában helyezkednek el. Minden atomot 8 másik atom vesz körül, egymástól egyenlő távolságra elhelyezkedve. Az ilyen kristályrácsot felvevő fémek egy része nagyon lágy, például az alkálifémek, míg másik része kemény, rideg, például a volfrám vagy a króm. Koordinációs száma 8.

## Egyéb rácstípusok
- Atomrács
- Ionrács
- Molekularács
- Grafitrács